# Павелка
Па́велка — село Куйманского сельсовета Лебедянского района Липецкой области.
Павелка стоит на автодороге, которое соединяет сёла Куймань и Крутое. В 2 км северо-восточнее находится деревня Андреевка.
Возникла в конце XVII века. Известна по документам с 1710 года .
Название было дано потому, что село расположено почти в истоке реки Павелки. Чуть выше села на ней сделана запруда.
В центре села находится церковь святых Космы и Дамиана. В юго-западной части — молочно-товарная ферма.

## Население
| 2010 |
| ---- |
| 281  |